# Vardapet
Vardapet (armensko վարդապետ, vardapet) je naziv, ki ga v Armenski apostolski cerkvi podeljujejo visoko izobraženim menihom-duhovnikom. Naziv se je v različne jezike prevajal tudi kot  'doktor', 'doktor-menih', 'arhimandrit' ali 'doktor teologije'.
Izraz izvira iz  srednjeperzijskega izraza vardbad. Partska različica izraza, varžapet, v armenščini pomeni učitelja. James R. Russell meni, da srednjeperzijska oblika kaže, da se je krščanski armenski naziv zgledoval po sasanidskem zaratustrskem položaju. Izraz vardapet, ki je v klasični armenščini imel primarni pomen 'učitelj' ali 'glavni učitelj', se v Armenski apostolski cerkvi uporablja že od njenih najzgodnejših dni. Mesrop Maštoc, ustvarjalec armenske abecede, velja za prvega velikega vardapeta. Vardapet ima pravico razlagati Sveto pismo, pridigati in še posebej poučevati. Vardapetova pastirska palica (gavazan) je simbol njegovega položaja. Naziv vardapet zahteva posebno posvečenje in ga ne nosijo vsi visoki armenski duhovniki. Številni armenski škofje in patriarhi niso dosegli stopnje vardapeta.
Armenska apostolska cerkev ima štirinajst stopenj vardapeta. Podeljujejo se celibatnim duhovnikom, ki so zaključili posebno izobraževanje in predstavili (doktorsko) disertacijo. Prve štiri stopnje vardapeta se imenujejo masavor vardapetutjun, dobesedno 'delna/manjša vardapetnost'. Preostalih deset stopenj se imenuje cajragujn vardapetutjun ali 'vrhovna vardapetnost'.  Posvečenje novih vardapetov je prej izvajal tsajragujn vardapetov, zdaj pa ga izvajajo izključno škofje. Nižje stopnje vardapeta so enakovredne stopnji magistra teologije, medtem ko so višje stopnje enakovredne stopnji doktorja teologije. Kanone vardapetstva je zapisal srednjeveški pravnik in teolog Mhitar Goš, medtem ko je Gregor Tatevski določil štirinajst stopenj vardapetstva in pravila za njihovo podeljevanje, ki jih še danes uporablja armenska cerkev. Mhitar Goš piše, da je duhovnik lahko prejel naziv vardapet šele po pregledu pred komisijo dveh ali treh vardapetov. Govori, ki so jih ambiciozni vardapeti imeli na srednjeveški univerzi v Gladzorju, so se ohranili v nekaterih armenskih rokopisih, in kažejo, da so se  ukvarjali s posebnimi filozofskimi in teološkimi temami. 
Izraz erkotasan vardapetk ('dvanajst vardapetov') se nanaša na dvanajst velikih zgodnjekrščanskih cerkvenih voditeljev, ki so jih častili v armenski cerkvi: Hieroteja Tesmoteta, Dionizija Areopagita, papeža Silvestra I., Atanazija Aleksandrijskega, Cirila Jeruzalemskega, Efrema Sirskega, Bazilija Cezarejskega, Gregorja iz Nise, Gregorja Nazianški, Epifanija Salaminskega, Janeza Zlatoustega in Cirila Aleksandrijskega. Številni ugledni armenski krščanski avtorji so združeni pod imenom targmanih vardapetk ('tolmač vardapetov'). Mednje sodijo Mesrop Maštoc, Eliš, Movses Horenaci, David Anaht, Gregor Narekaci, Nars IV. Klareci, Janez Odzunski, Janez Orotanski in Gregor Tatevaci.